# Ade (rivier)

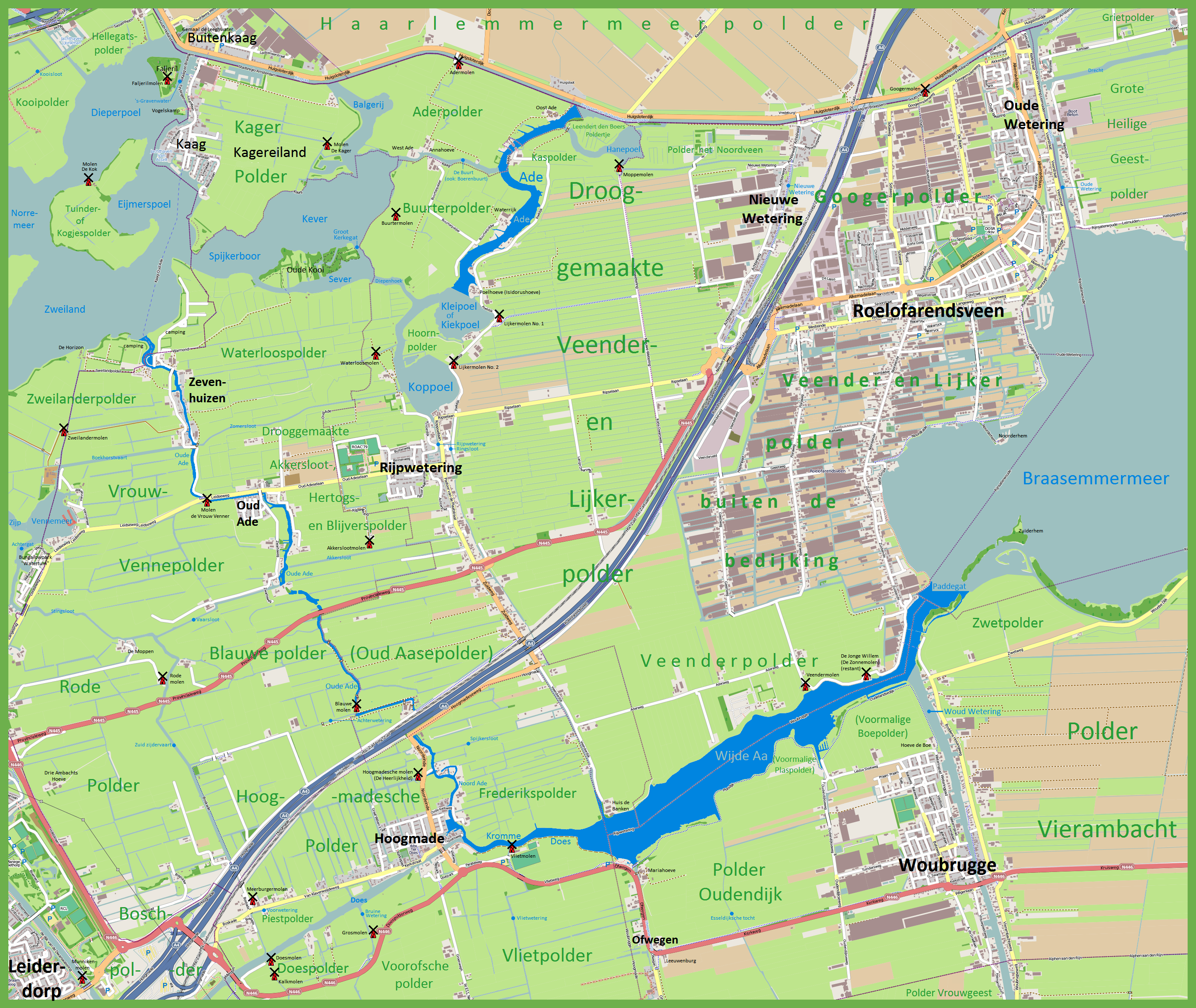
De Ade (boven) en de Oude Ade (onder) zijn aangegeven in donkerblauw op deze kaart van het westelijk deel van de gemeente Kaag en Braassem. Details leesbaar bij hoge resolutie (aanklikken).

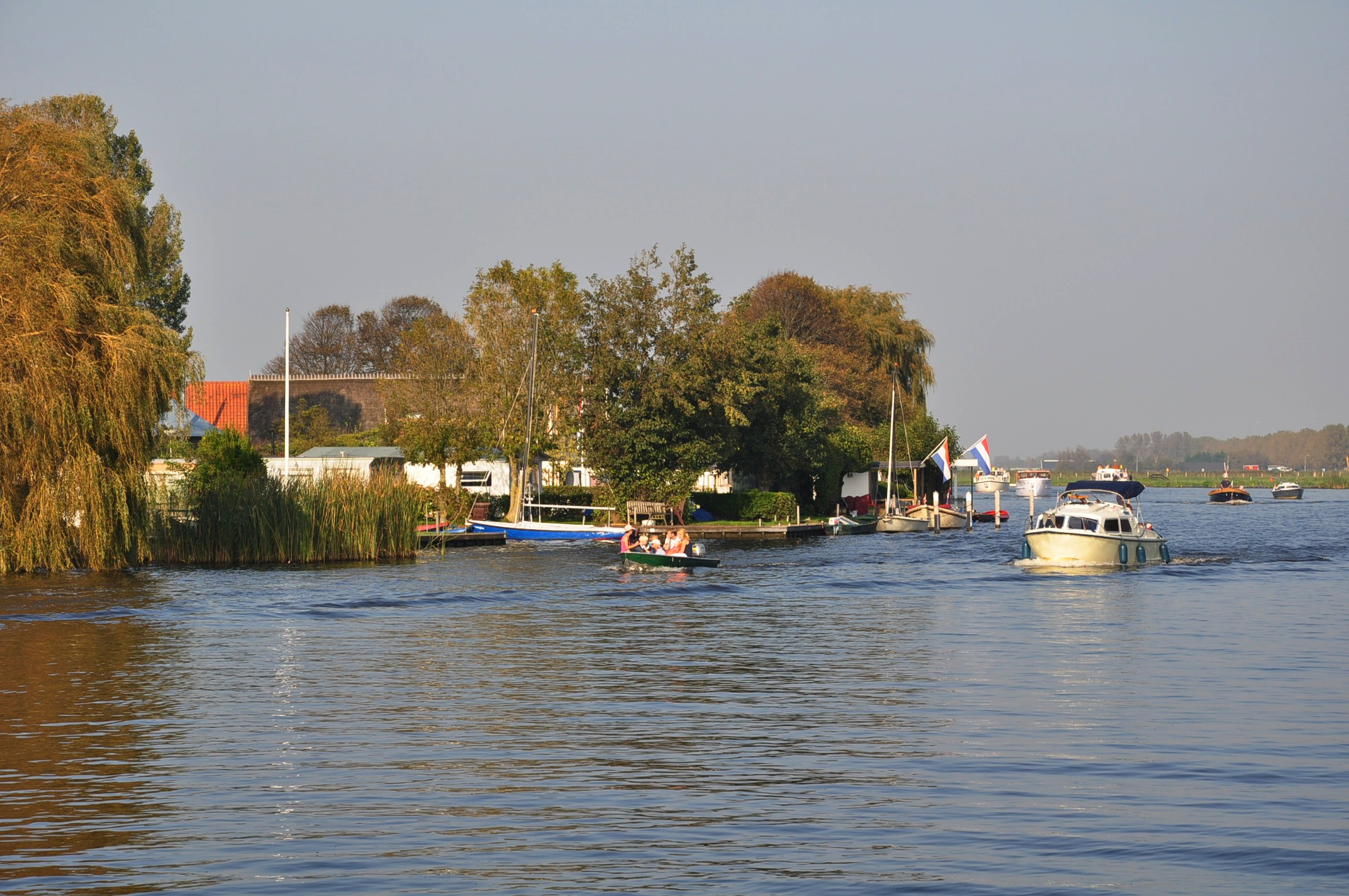
De Ade

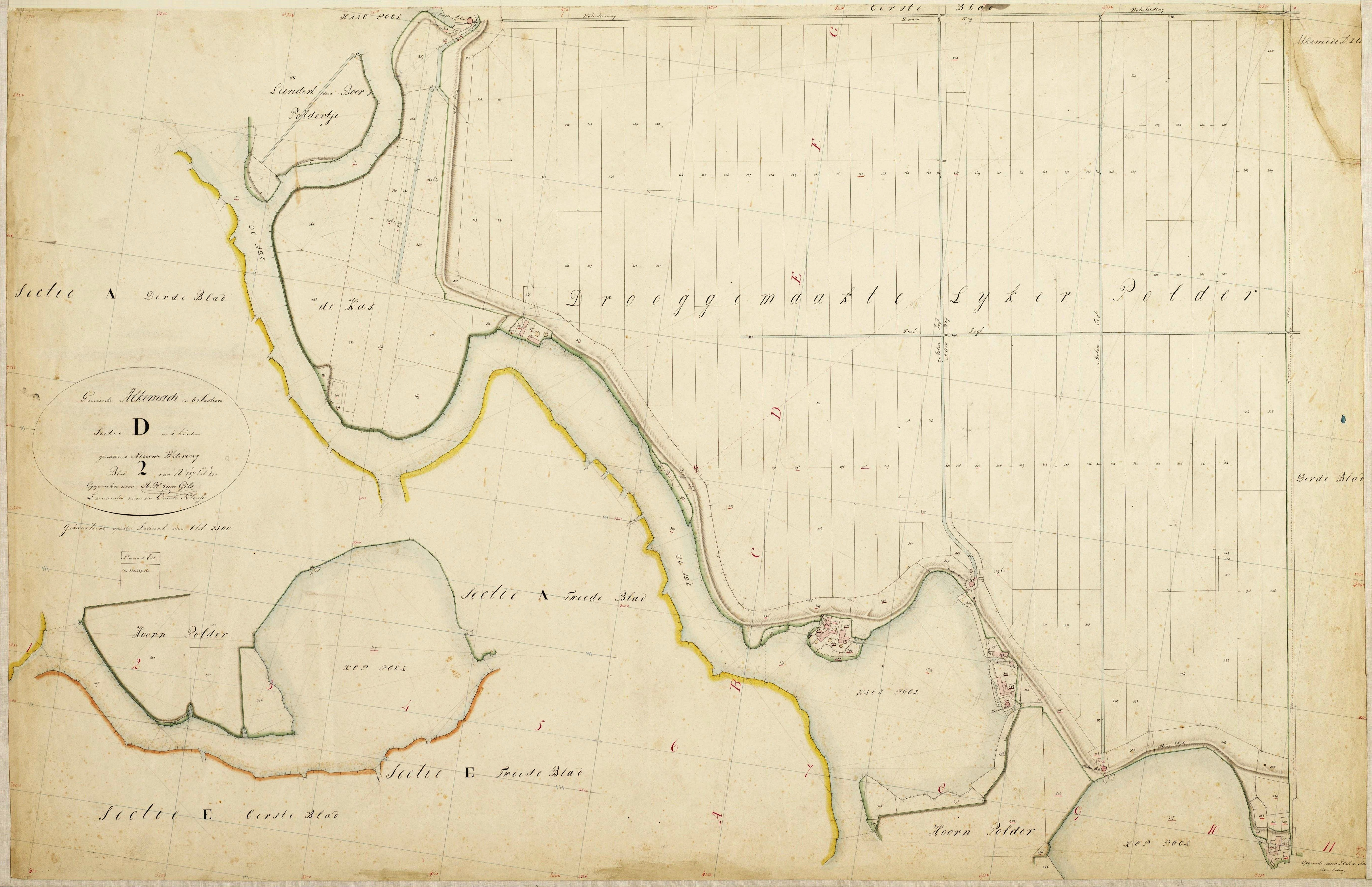
Kadasterkaart uit 1828 van de (voormalige) gemeente Alkemade (Sectie D, Blad 2), met de Ade, de Kleipoel, de Koppoel, de Kaspolder ('De Kas'), de Hoornpolder, het Leendert den Boer's Poldertje en het noordwestelijk deel van de Drooggemaakte Lijker Polder. Het noorden is ± links.

De Ade is een korte rivier/veenstroom in Zuid-Holland die deel uitmaakt van de vaarwegen rond de Kagerplassen. De Ade vormt een zuid-noordverbinding tussen de Kleipoel of Kiekpoel (een van de kleinere Kagerplassen) en het zuidelijkste deel van de Ringvaart van de Haarlemmermeerpolder. Het is een zeer korte rivier, slechts 2 km lang, die geheel op het grondgebied ligt van de gemeente Kaag en Braassem. In de zomer wordt de Ade druk bevaren door watersporters.
De Ade stroomt met een scherpe S-bocht door een karakteristiek Zuid-Hollands veenweidegebied met enkele spaarzame boerderijen langs de oever met namen als de Poelhoeve (of Isidorushoeve), Waterrijk en Oost-Ade. De westoever wordt gevormd door de Aderpolder en de zuidelijk daarvan gelegen Buurterpolder. Beide polders zijn eilanden, gelegen aan de noordoostelijke rand van de Kagerplassen; ze zijn bewoond en alleen via pontjes bereikbaar. Het pontje naar de Buurterpolder gaat over de Ade. (De Aderpolder is bereikbaar via 2 pontjes over de Ringvaart van de Haarlemmermeerpolder.)
De oostelijke oever wordt gevormd door de Drooggemaakte Veender en Lijkerpolder en de Kaspolder. Langs deze oever ligt een -doodlopende- weg, de Poeldijk. Er is een klein jachthaventje met een horeca-gelegenheid. Aan het noordoostelijke einde van de rivier bevindt zich een doodlopende tak naar de Hanepoel, de kleinste van de Kagerplassen die door zijn excentrische ligging slechts weinig wordt bezocht. De Hanepoel is verboden voor gemotoriseerde vaartuigen.
De Ade staat op oude kaarten wel aangegeven als de Aa, de Oud Æ of de Oud A. De Ade moet, ondanks deze oude namen niet verward worden met de Oude Ade, een ander en veel smaller riviertje dat iets verder zuidwestelijk in de gemeente Kaag en Braassem is gelegen en die door het dorp Oud Ade stroomt. Zie de bijgaande kaart.

## Water- en oeverbeheer
De Ade is een boezemwater binnen het Hoogheemraadschap van Rijnland en heeft een zomerpeil van 0,59 m beneden Normaal Amsterdams Peil en een winterpeil van -0,62 m, drie centimeter lager dus. In de herfst en winter van 2011 en 2012 is het Hoogheemraadschap doende geweest om de Ade uit baggeren en langs delen van de rivier natuurvriendelijke oevers aan te leggen. Dit zijn flauw aflopende oevers waarbij de overgang tussen water en land geleidelijk verloopt. Door een rij palen in het water te slaan als vooroeververdediging en een afrastering te plaatsen op het land ontstaat er een rustige zone waar waterplanten zich kunnen ontwikkelen. Voor dieren ontstaat een goede vlucht- of broedplaats. In ondiepe delen van de oever groeien oeverplanten die bestand zijn tegen ‘natte voeten', zoals riet, gele lis, lisdodde en kattenstaart. Diepere delen zijn geschikt voor ondergedoken waterplanten en drijfbladplanten zoals gele plomp, witte waterlelie en watergentiaan. Een rijker en gevarieerder waterleven draagt bij aan het verbeteren van de waterkwaliteit, die in de boezem van Rijnland niet best is. Zo'n natuurvriendelijke oever beschermt ook tegen de golfslag van langsvarende boten en tegen grazend vee dat zorgt voor afkalvende oevers en dus voor verlies aan land.